# 米歇尔·阿尔维斯
米歇尔·阿尔维斯（1978年9月19日—）是一位巴西超模，原來在大學所學為土木工程，後來移居到聖保羅，成為一位模特兒，曾為維多利亞的秘密品牌走秀。曾自稱是一位「書呆子」，她懂得葡萄牙文、義大利文、法文以及英文。

## 外部連結
- Michelle Alves在互联网电影资料库（IMDb）上的資料（英文）